# Alan Cartwright
Alan George Cartwright (Berkshire, 10 de octubre de 1945 - 4 de marzo de 2021) fue un bajista británico, popular por haber hecho parte de la agrupación de rock progresivo Procol Harum.
Antes de unirse a Procol Harum en 1972 había tocado el bajo para Freddie Mack junto a B.J. Wilson y Roger Warwick. La incorporación de Cartwright en Harum le permitió a Chris Copping concentrarse solamente en grabar el órgano para las producciones de la banda. El primer álbum de Procol Harum en el que participó fue en el directo Procol Harum Live with the Edmonton Symphony Orchestra. Continuó grabando y girando con la banda hasta el lanzamiento del álbum de estudio Procol's Ninth en 1975.
Falleció el 4 de marzo de 2021 a los 75 años a causa de un cáncer estomacal.